# Johann Gottfried Hoffmann
Johann Gottfried Hoffmann, född 19 juni 1765 i Breslau, död 12 november 1847 i Berlin, var en tysk nationalekonom, statistiker och statsman.
Hoffmann blev 1807 professor i filosofi och kameralvetenskap vid universitetet i Königsberg, 1808 avdelningschef (Staatsrat) för handel, fabriker och hantverk inom preussiska inrikesministeriet, 1810 direktör för statistiska byrån i Berlin och professor i nationalekonomi där, 1811 ledamot av den under Karl August von Hardenbergs presidium bildade finanskommissionen - i vilken han med kraft verkade för införandet av den liberalt inriktade preussiska tull- och skattelagstiftningen av 1818 - samt var 1817-21 föredragande råd inom utrikesministeriet. Därefter upptog han åter sin lärarverksamhet vid universitetet och fortsatte den till 1834. Från chefskapet i statistiska byrån avgick han först 1844.
Hoffmanns verksamhet på det statistiska området var av så genomgripande art, att han betraktas som den egentlige grundläggaren av Preussens officiella statistik. Bland hans många arbeten kan nämnas Die Lehre vom Gelde, als Anleitung zu gründlichen Urteilen über das Geldwesen (1838) – alltifrån 1828 hade han förespråkat införande av guldmyntfot i Preussen -, Die Lehre von den Steuern, als Anleitung zu gründlichen Urteilen über das Steuerwesen (1840), i vilken han bland annat förespråkar upphävandet av grundskatten, Die Befugnisse zum Gewerbebetriebe, zur Berichtigung der Urteile über Gewerbefreiheit und Gewerbezwang (1841), i vilken han strider för näringsfrihet och mot skråtvång. Hans statistiska arbeten behandlar främst befolkningsstatistik.